# Forward You
Forward You es un grupo internacional de servicios financieros de origen alemán fundado en 1983. Sus principales áreas de negocio son los seguros de vida vinculados a fondos de inversión y otros servicios financieros. Con sede en Múnich, presta sus servicios en Italia, España, Francia, Bélgica, Luxemburgo, Austria, Emiratos Árabes Unidos, Arabia Saudita, Kuwait, Pakistán, y Malasia.

## Historia
La empresa fue fundada en 1983 por  Manfred Dirrheimer y es el origen de la  posterior Forschungsgesellschaft für Wettbewerbs- und Unternehmensorganisation (Empresa de investigación de la competencia y organización empresarial)  conocida como Forward You (FWU). El holding, FWU AG, es propiedad de la familia Dirrheimer, con Swiss Re Europe S.A. como socio minoritario con una cuota del 5 %.
Durante los años 90 se expandió por Europa, y a partir del 2000 por el Golfo Pérsico. En 1994, la empresa lanzó seguros de vida vinculados a fondos de inversión en Luxemburgo.  FWU Life Austria, fue la primera aseguradora en comercializar un producto vinculado a fondos de inversión en Austria ( 1994) y Francia (1997). En 1999, FWU AG adquirió la aseguradora luxemburguesa FWU Life Lux y fundó al mismo tiempo FWU Invest.
En 2003, se pasó al uso de tecnología digital para las decisiones de inversión. A partir de esa fecha se introdujeron productos adaptados a la jurisprudencia comercial islámica, ampliando su presencia en los Emiratos Árabes Unidos, Arabia Saudí, Kuwait y Pakistán, que se distribuyen a través de compañías de seguros locales independientes. En 2006 se produjo la expansión al mercado italiano, y en 2014 la empresa lanzó sus productos de fondos de garantía en el mercado español como parte de una red de socios.   
En 2015, FWU adquirió Skandia Austria al Grupo Heidelberger Leben, que contaba con una cartera de seguros de 82.000 pólizas y activos gestionados por un total de 1.400 millones de euros. A partir de entonces su denominación fue FWU Life Austria, aumentando la base de clientes. Tras las diversas operaciones de fusión y adquisición, en 2016  FWU reunió las 25 empresas del grupo bajo la marca “FWU – Forward You”.

## Productos
Ofrecen  productos financieros a través de sus propias compañías de seguros autorizadas FWU Life Insurance Lux S.A. y FWU Life Insurance Austria AG. 
En 2005 el grupo empezó a desarrollar el instrumento de asesoramiento digital FILOS, destinado originalmente a los bancos y que se amplió durante la pandemia  para todo tipo de clientela y trámite, digitalizando todos los procesos.
El principal producto del holding son las  pólizas de vida "unit-linked" (en español, fondo de seguro diversificado), y son productos financieros que permiten canalizar un ahorro futuro.
En 2018 el grupo lanzó la póliza Forward Quant con fondos UCITS y precios fijos, transparentes y garantizados.

## Reconocimientos
Desde 2019 FWU Life Insurance Lux S.A ha recibido la calificación BBB+ por Fitch Ratings. En 2022 fue galardonada con el Premio Tecnología e Innovación en Seguros por La Razón.